# Triplophysa minxianensis
Triplophysa minxianensis es una especie de peces de la familia Balitoridae en el orden de los Cypriniformes.

## Morfología
• Los machos pueden llegar alcanzar los 13,7 cm de longitud total.

## Distribución geográfica
Se encuentra en Gansu (China ).

## Hábitat
Es un pez de agua dulce.